# Lynx (webbläsare)
Lynx är en textbaserad webbläsare, ursprungligen utvecklat av Lou Montulli m.fl. vid University of Kansas till Unix och VMS. Lynx finns idag till de flesta operativsystem, bland annat Linux och DOS.
Lynx visar enbart text, alltså inga grafiska element, vilket gör webbläsaren mycket snabb. Bilder och animationer kan dock enkelt öppnas med något annat program i ett separat fönster. Webbsidor som är baserade på en logisk struktur fungerar bra i Lynx, medan sidor som använder tabeller eller bilder för den grafiska formen blir mer eller mindre oläsliga.
Navigeringen i Lynx sker oftast helt via tangentbord, men det är möjligt att också använda mus. Lynx kan använda Unicode, vilket möjliggör visande av tecken på de flesta av världens språk, förutsatt att terminalen (eller terminalemulatorn) klarar dem.
Lynx används numera sällan för normal webbsurfning, men webbläsaren kan vara praktisk i vissa situationer och för andra ändamål. Lynx presenterar webbsidorna på ett sätt som är lätt att hantera med talsyntetisator eller punktskriftsterminal. Lynx kan också användas för att få en textvariant av en webbsida för automatisk vidarebearbetning eller för utskrift.
Vid långsamma eller dyra förbindelser är det praktiskt att filtrera bort den ofta omfattande koden på webbsidorna och hämta bara texten, genom att öppna en terminalsession till en serverdator där man kör Lynx.